# Emilio Tuñón

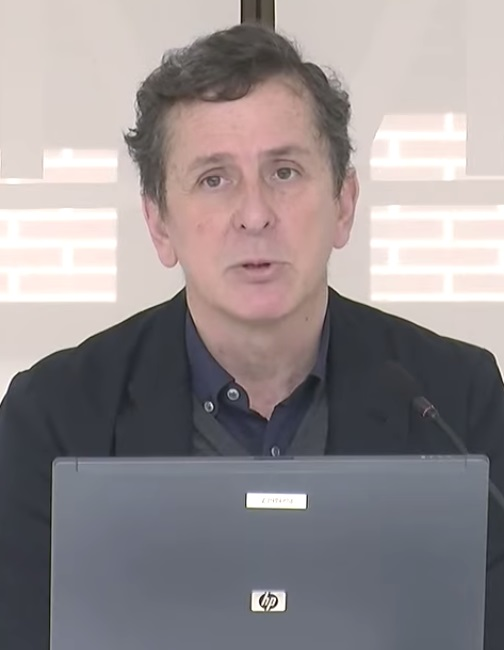
Emilio Tuñón (2015).

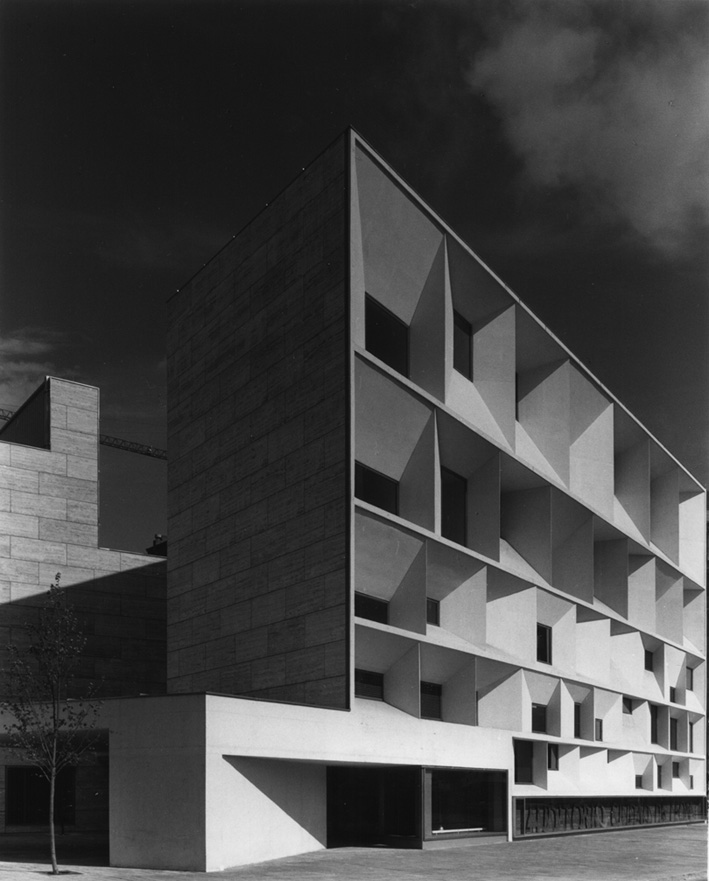
AUDITORIUM IN LEON, FASSADE

Emilio Tuñón Álvarez (* 1. Januar 1959 in Madrid) ist ein spanischer Architekt. Im Jahr 2014 wurde er vom spanischen Staat mit der „Goldmedaille für Verdienste in den schönen Künsten“ ausgezeichnet.

## Leben und Werk
Emilio Tuñón beendete 1981 die Architekturausbildung an der Technischen Hochschule für Architektur von Madrid (ETSAM). Im Jahr 2000 erlangte er ebenfalls an der ETSAM den Doktortitel (cum laude). Von 1981 bis 1992 arbeitete er an verschiedenen Projekten im Büro des spanischen Architekten Rafael Moneo. 1992 gründete er zusammen mit Luis Moreno Mansilla das Büro Mansilla + Tuñón Architekten.
Emilio Tuñón ist seit 1986 leitender Professor des Lehrstuhls für Entwerfen und Architekturprojekte an der Technischen Hochschule für Architektur von Madrid (ETSAM).
Außerdem hatte er diverse Professuren an verschiedenen Universitäten -unter anderen an der Princeton University School of Architecture, Harvard University Graduate School of Design, Ecole Polytechnique Fédérale de Lausanne, Architekturschule der Universität von Navarra, Universität CEU San Pablo, Neue Architekturschule von Puerto Rico, Städelschule in Frankfurt- inne.
Zusammen mit Luis Mansilla realisierte er diverse Projekte. Unter anderen das Museum der Archäologie und der bildenden Künste in Zamora (1996), das Museum der schönen Künste in Castellón (2000), das Auditorium der Stadt León in León (2002), das Museum für zeitgenössische Kunst (MUSAC) von Kastilien und León in León (2004) und das Museum der Königlichen Sammlungen in Madrid,  sowie das Museo de Arte Contemporáneo Helga de Alvear in Cáceres 2022.

## Auszeichnungen
- Goldmedaille für Verdienst in den schönen Künsten (span: Medalla de Oro al mérito en las Bellas Artes) (2014)[4]
- Francqui Chair (2014) Francqui Foundation
- Mies van der Rohe Award for European Architecture für das MUSAC (2007)[5]
- Nacional-Preis für Spanische Architektur (2003)